# Мельников, Александр Константинович
Александр Константинович Мельников (1894—1968) — советский военачальник внутренних войск ОГПУ-НКВД-МВД, генерал-майор (1943). Участник Первой мировой, Гражданской и Великой Отечественной войн. Отличился осенью 1941 года при обороне Тулы. Командир 69-й бригады войск НКВД по охране особо важных предприятий промышленности. С 1942-го — командир 33-й дивизии войск НКВД СССР по охране железнодорожных сооружений.

## Биография
Родился в 1894 году в деревне Мурзинка ныне в черте Невского района Санкт-Петербурга в крестьянской семье (по другим данным — в семье питерского чиновника, бывшего военного писаря — выходца из крестьян). Окончил 4 класса городского училища.

### Первая мировая война и революция
В годы Первой мировой войны А. К. Мельников добровольно вступил в Российскую императорскую армию. В качестве вольноопределяющегося 2-го разряда в запасном полку добился направления в школу по ускоренной подготовке прапорщиков. На фронте с мая 1915 по август 1917 года. В мае 1915 года прапорщик А. К. Мельников направлен младшим офицером в 185-й Башкадыкларский пехотный полк. Вскоре был назначен командиром роты, был неоднократно награждён.
Февральская революция застигла поручика А. К. Мельникова на боевых позициях в Румынии. В мае 1917 года за храбрость и самоотверженность в боях под Фокшанами был представлен к ордену Святого Владимира 4-й степени и чину штабс-капитана. Но из-за начавшегося развала армии и неразберихи в управлении документы затерялись, а после Октябрьской революции, в конце 1917 года, он был направлен «на смену кадров» в 155-й запасной пехотный полк, а в начале 1918 года был демобилизован «по расформировании старой армии».

### В Красной гвардии и войсках ОГПУ/НКВД
С декабря 1917 года перешёл в Красную гвардию, став красным командиром. Сражался с германскими войсками на дальних подступах к Петрограду — в районе Луги и Пскова. В конце 1918 года был назначен начальником пограничной дистанции. В составе делегации участвовал в мирных переговорах с Эстонией, демаркации новой границы в районе Ямбурга (ныне Кингисепп), затем во главе кавалерийской сотни укреплял участок советско-финской границы в районе Белоострова.
К 1919 году из разрозненных подразделений подграничников был сформирован 471-й пограничный полк, который вёл тяжёлые бои с регулярными частями белогвардейцев, эстонцев и поляков. На боевых позициях в районе города Рославль, отряд противника под покровом ночи ворвался в деревню, в которой разместился штаб полка и 2-й батальон под командованием А. К. Мельникова. Завязался ночной бой. Из наградных документов комбата А. К. Мельникова: «Командир 2-го батальона т. Мельников… во время ночного нападения прорвавшегося в тыл расположения наших войск противника, будучи схвачен неприятелем, не растерялся, вырвался из вражеских рук, выскочил из хаты и, собрав часть стрелков, отбил противника… Находясь в дер. Белохвостово-Наречье с остатками своего батальона около 40 штыков и заметив прорвавшегося противника, ударил во фланг и отбросил его».
В 1920 году был ранен, за боевые действия на Западном фронте краском А. К. Мельников был награждён орденом Красного Знамени (Приказом командующего 15-й армией от 5 мая 1920 года).
После Гражданской войны — с 1921 года продолжил служить в войсках ОГПУ/НКВД. В 1927 году вступил в ВКП(б)/КПСС.
Возглавляя в 1920—1930-е годы различные формирования внутренних войск, отвечал за организацию охраны Соловецкого лагеря особого назначения, боролся с бандитизмом и устанавливал советскую власть в Нижневолжском крае, охранял строившиеся в СССР предприятия оборонной промышленности.
В 1935 году окончил Высшую пограничную школу (с 1939-го — Высшая школа войск НКВД), после чего занимал должности командира различных полков по охране железных дорог на Украине. Избежал чистки РККА и массовые репрессии командного состава в конце 1930-х годов. Осенью 1938 года ему было присвоено воинское звание «полковник».

### Начало Великой Отечественной войны

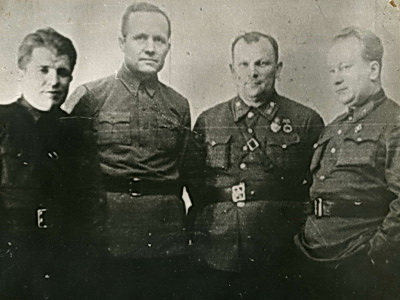
Члены Тульского городского комитета обороны: Н.И. Чмутов, В. Г. Жаворонков (председатель), А. К. Мельников, В. Н. Суходольский

Участник Великой Отечественной войны. В октябре 1941 года командир 69-й бригады войск НКВД по охране особо важных предприятий промышленности полковник А. К. Мельников был назначен военным комендантом Тулы, затем вошёл в состав городского комитета обороны. Участник обороны Тулы.
С 15 октября 1941 года части 69-й бригады войск НКВД вели непрерывные бои с противником на подступах к городу Туле и Сталиногорску (ныне — Новомосковск). В самые трудные моменты обороны полковник А. К. Мельников лично руководил боями, проявляя при этом мужество и тактическое мастерство. Так, с 15 октября 115-й отдельный батальон, прикрывая отход частей РККА, задержал противника на подступах к городу Алексин, уничтожив в боях, по советским данным, свыше 500 солдат и офицеров противника. А 156-й полк НКВД с 19 октября отражал неоднократные танковые атаки непосредственно на подступах к городу Тула, в том числе и ночные «психические». По советским данным, всего в боях бригадой было уничтожено до 1500 солдат и офицеров, а также 4 танка противника. За умелое руководство бригадой полковник А. К. Мельников был награждён вторым орденом Красного Знамени.
22 октября 1941 года решением Государственного Комитета обороны в Туле был создан Городской Комитет обороны в составе: председатель — секретарь обкома партии В. Г. Жаворонков, Н.И. Чмутов  — председатель Облисполкома, В. Н. Суходольский — начальник областного управления НКВД и полковник А. К. Мельников — комендант города. На городской комитет обороны была возложена вся полнота ответственности за оборону города.
Затем был назначен начальником войск НКВД по охране тыла 50-й армии.

### Послевоенные годы
После войны генерал-майор А. К. Мельников продолжал служить во внутренних войсках, командовал 33-й дивизией войск МВД СССР по охране железнодорожных сооружений со штабом в Куйбышеве (ныне Самара) .
В 1947 году ушёл на заслуженный отдых. Умер в марте 1968 года.

## Награды
Награды Российской империи:
- орден Святой Анны 2-й степени (16 ноября 1916);
- орден Святой Анны 3-й степени (22 августа 1916);
- орден Святого Станислава 2-й степени (3 сентября 1916);
- орден Святого Станислава 3-й степени (2 июня 1916).

Советские государственные награды:
- орден Ленина (1945 г.); за выслугу лет - 25 лет в РККА;
- орден Отечественной войны I степени (1945);
- три ордена Красного Знамени (5 мая 1920[3], 12 апреля 1942[4], 1944 г. - за выслугу лет - 20 лет в РККА).

За отличия в службе также имел награды:
- именной браунинг с надписью «За беспощадную борьбу с контрреволюцией» (в ознаменование 10-летия ВЧК-ОГПУ);
- золотые часы (в честь 10-летия РККА).

## Семья
Жена — Клавдия Ивановна Мельникова, сын Юрий (род. 1922) и дочь Галина (род. 1937). В годы войны жили в городе Дзержинске.

## Память
.